# Le sventure di Robin Hood
Le sventure di Robin Hood (Robin Hood Daffy) è un film del 1958 diretto da Chuck Jones. È un cortometraggio animato della serie Merrie Melodies, prodotto dalla Warner Bros. e uscito negliStati Uniti l'8 marzo 1958. La pellicola ha come protagonisti Daffy Duck nei panni del leggendario fuorilegge Robin Hood e Porky Pig in quelli di Fra Tuck. È l'ultimo cortometraggio cinematografico di Chuck Jones in cui appare Porky Pig.
Nel 1979 il cortometraggio venne edito nel lungometraggio compilarivo Super Bunny in orbita!. Viene inoltre menzionato nel corto Una TV troppo privata del 1966 e nel cinquantesimo episodio de I favolosi Tiny, intitolato Chi ha rapito Bugs Bunny?.
In Italia, a partire dal 1999, il film è conosciuto anche col titolo Le avventure di Robin Hood, che viene letto dalla voce iniziale nel ridoppiaggio effettuato in quell'anno. Tuttavia, il primo titolo continua ad essere utilizzato in copertina, menù e sottotitoli dei DVD, a prescindere dal doppiaggio.
Il personaggio di Robin Hood Daffy appare nei videogiochi Bugs Bunny: Lost in Time (1999), Ralph il lupo all'attacco (2002) e Looney Tunes: Duck Amuck (2007).

## Trama
Mentre Robin Hood (Daffy Duck) sta cantando, inciampa e cade giù per una collina e poi dentro un lago. Viene visto da Fra Tuck (Porky Pig), che ride fragorosamente della scena. Infastidito, Robin cerca di dimostrare la sua abilità con un bastone, ma si colpisce in faccia piegandosi il becco. Imperterrito, Robin ci riprova, ma il frate lo ferma con un bastoncino di legno, così è il papero a girare e a finire poi nuovamente nel lago.
Dopo aver rinunciato a cercare di impressionare il frate, Robin cerca di andarsene, ma Fra Tuck lo segue e gli chiede se sa dove si trova il nascondiglio di Robin Hood, poiché vuole unirsi alla sua banda di allegri fuorilegge. Robin annuncia con orgoglio di essere Robin Hood, ma Fra Tuck non gli crede. Al fine di dimostrare la sua identità, Robin informa Fra Tuck che deruberà un ricco viandante e darà i suoi soldi a un povero mendicante. Ogni suo tentativo però fallisce e il viandante ritorna nel suo castello illeso. Il frustrato Robin Hood si arrende e decide di unirsi a Fra Tuck, al quale dice: "Stringi la mano a Frate Duck!".

## Distribuzione

### Edizione italiana
Il corto fu distribuito nei cinema italiani in lingua originale il 22 dicembre 1960 all'interno del programma Silvestro gatto maldestro; quest'ultimo fu riedito dalla Dear International il 4 dicembre 1973 e doppiato in italiano. Il doppiaggio italiano d'epoca si prendeva alcune libertà nell'adattamento (ad esempio, Fra Tuck viene chiamato "Fra Porcello") e manteneva in inglese la canzone iniziale. Il filmato fu poi ridoppiato negli anni ottanta dalla Effe Elle Due (con un adattamento ugualmente libero) e nel 1999 dalla Time Out Cin.ca con un adattamento più fedele e traducendo la canzone in italiano.

## Edizioni home video

### VHS
Il cortometraggio è incluso, col primo doppiaggio, nella VHS Daffy Duck: 1.

### DVD
Il cortometraggio è incluso nel disco 3 di Looney Tunes Golden Collection: Volume 3 e ne Il tuo simpatico amico Porky Pig con il ridoppiaggio anni ottanta, mentre è incluso con quello del 1999 ne I tuoi amici a cartoni animati! - Daffy Duck e nel doppio DVD Il meglio di Warner Bros. - 50 Cartoons da collezione Looney Tunes.